# InformNapalm
InformNapalm — волонтерский проект по информированию широкой аудитории о российской агрессии против Украины, также производящий собственные OSINT-расследования. С расчётом на широкую иностранную аудиторию авторы проекта переводят материалы на десятки языков, включая японский и китайский. Руководитель проекта — Роман Бурко, спикер — Михаил Макарук.

## История
Сайт informnapalm.org создан активистами в начале 2014 года после начала российско-украинской войны и сопутствующей ей аннексии Крыма. За время существования проекта проведено два обстоятельных расследования катастрофы «Боинга-777», сбитого в небе над Донецкой областью, упорядочены базы данных российских подразделений, воюющих в Украине и таблицы с шевронами военнослужащих РФ. По словам основателя, журналиста Романа Бурко, первыми к команде присоединились волонтеры из Крыма и Грузии, затем — жители оккупированного Донбасса, свободной части Украины и других стран мира. 
Основным направлением деятельности проекта является OSINT (Open source intelligence) — разведка, основанная на информации из общедоступных открытых источников, в частности социальных сетей. Аналитика: анализ ситуации на фронте в зоне антитеррористической операции (АТО), регулярные аналитические отчеты, аналитические записки. Проект работает с широкой сетью инсайдеров на оккупированных украинских территориях, на Донбассе и в Крыму. С их помощью проверяется OSINT-информация, представляется информация о военной технике российского происхождения, находящейся на линии конфликта. Расследование проекта InformNapalm в отношении командира 53-й зенитной ракетной бригады, ответственного за убийство пассажиров рейса MH17, полковника Сергея Мучкаева, были использованы в отчете исследовательской группы Bellingcat.

16 мая 2015 года Роман Бурко на своей странице в Facebook сообщил, что во время боя с ДРГ под Счастьем в плен к украинским силовикам попали двое российских спецназовцев. На следующий день он обратился к руководству государства и компетентным структурам с призывом максимально эффективно использовать факт взятия в плен кадровых российских военных и нанести тем самым удар по российской пропаганде. Роман написал на своей странице:
Мы готовы рассказать компетентным лицам, как использовать шанс правильно, мы готовы помочь его реализовать, но нужна политическая воля и реальные действия. Это ваш шанс изменить историю и направить ее ход в русло победы.
17 мая 2015 года, приблизительно в 14:50, врач диспансерного отделения Григорий Максимец на своей странице в Facebook подтвердил информацию о двух раненых российских военных Александре Александрове и Евгении Ерофееве и опубликовал их фотографии. Команда InformNapalm выразила надежду, что украинские власти и общественность не допустят замалчивания факта взятия в плен российских спецназовцев и эту информацию не только обнародуют на мировом уровне, но и используют для контрпропаганды.
OSINT-разведчик InformNapalm Антон Павлушко обнаружил в социальных сетях данные о командире отряда майора Константине Напольском, руководившем группой ГРУ РФ в Луганске, его фамилию назвали во время допроса пленные спецназовцы.
После начала российской интервенции в Сирию сайт InformNapalm начал публикацию личных данных российских пилотов, бомбардирующих сирийские города, а совместно с медиапроектом Visuals создана инфографика, содержащая личные данные экипажей. Эти публикации вызвали негативную реакцию в России, в частности у пресс-секретаря президента России Дмитрия Пескова, заявившего, что в ответ на действия участников проекта «российские спецслужбы будут принимать все необходимые меры». В ответ на это авторы сайта заявили, что «каждое нарушение объединенными российско-сепаратистскими силами режима прекращения огня на Донбассе повлечет за собой публикацию очередного OSINT-расследования с обнародованием имен, фамилий, фотографий, бортовых и регистрационных номеров, а также других подробностей и фактов, связанных с преступлениями русских пилотов во время военной операции в Сирии». Телеканал «Аль-Арабия» сравнил эту деятельность проекта InformNapalm с публикациями WikiLeaks.
По итогам 2016 года сообщество имело 407 публикаций-расследований, 1197 переводов и более 3920 репостов в СМИ. Основные авторы статей: Роман Бурко, Ираклий Комахидзе, Михаил Кузнецов, Victory Krm, Видаль Сорокин, Антон Павлушко, Екатерина Яресько, Al Gri, Денис Ивашин, Кирилл Мефодиев, Кузьма Тутов, Irina Schlegel.
В марте 2017 года в Украинском кризисном медиацентре состоялась презентация книги «Донбасс в огне». В книгу вошли доказательства российской агрессии, обнаруженные и систематизированные волонтерами ИнформНапалм.
В апреле 2018 года InformNapalm опубликовал интерактивную базу данных российской агрессии. База данных Russian Aggression — это результат четырехлетней работы волонтеров: более 1700 OSINT-расследований InformNapalm систематизированы и разделены на две группы: российское вооружение, обнаруженное на Донбассе; подразделения русской армии, участвовавшие в агрессии против Украины, Грузии, Сирии. В базе доступен поиск по номеру воинской части и названию подразделения. Изображения шевронов воинских частей или военной техники кликабельны и ведут к перечню расследований.

## Участие в кибервойне
Помимо разведки, на основе открытых данных сообщество InformNapalm активно участвовало и в кибервойне. В марте 2016 года сообщество начало сотрудничать с Украинским киберальянсом — активистами хакерских групп FalconsFlame и Trinity. Позднее в Украинский киберальянс вошли также группа RUH8 и отдельные хактивисты группы КиберХунта. Киберактивисты передавали данные, полученные в результате взломов ресурсов агрессора, сообществу InformNapalm для анализа и последующего обнародования.

Благодаря сотрудничеству с хакерами волонтеры ИнформНапалм смогли получить доступ к частным файлам отдельных российских боевиков. В марте 2016 года группа киберактивистов FalconsFlame передала волонтерам InformNapalm данные, извлеченные из телефона сотрудника Федеральной службы исполнения наказаний России Николая Рейхенау: фото, на которых российский оккупант зафиксирован в населенных пунктах Луганск, Изварино, Сорокино (бывший Краснодон), Донецк, Иловайск, Бахмут (бывший Артемовск), Дебальцево, Углегорск. Кроме того, в телефоне были видео и фото из Донецкого аэропорта, сделанные в январе 2015 года. После публикации статьи на официальный YouTube-канал сообщества InformNapalm пришло письмо от руководства YouTube с требованием удалить видео в течение 48 часов из-за полученной жалобы на нарушение конфиденциальности. После ряда консультаций волонтеры InformNapalm подготовили открытое письмо в редакцию YouTube. В частности, в письме было сказано:
Субъект на видео — сотрудник ФСИН РФ, находящийся в служебной командировке при исполнении преступного приказа. Данные, зафиксированные на видео, являются фото- и видеофиксацией правонарушений, которые будут рассмотрены на Международном военном трибунале. На видео зафиксировано: незаконное пересечение украинской границы, участие в незаконных вооруженных формированиях, ведение боевых действий и осуществление террористической деятельности, доказательства наемничества и другие противоправные действия, совершенные субъектом.
Рассмотрев письмо, администрация YouTube приняла решение: «Указанный контент не нарушает наши правила о конфиденциальности и поэтому удаляться не будет».
9 мая 2016 года украинские хакеры провели операцию «#OpMay9»: ими были взломаны девять пропагандистских веб-серверов российских террористов.
После срыва операции «Прикормка» InformNapalm предупредил об угрозе национальной безопасности Украины со стороны антивируса NOD32 от компании ESET, стремящейся угодить украинским и российским клиентам.
В середине июля 2016 года хакерские группы FalconsFlame, Trinity, RUH8 и КиберХунта передали в InformNapalm данные, которые они получили путем взлома серверов департамента по обеспечению государственного оборонного заказа Министерства обороны Российской Федерации. Согласно этим данным, на закупку нового вооружения Минобороны РФ планировало в 2015 году потратить более половины всего бюджета страны.
В январе 2017 года на центральном государственном немецком телеканале ARD вышел сюжет «Украина: Кибервойна», в котором сообщалось о кибератаках со стороны РФ по гражданской инфраструктуре Украины. В сюжете немецкие журналисты показали кадры видеографики InformNapalm «Идентификация 75 российских воинских частей, кадровые военные которых воюют на Донбассе».
В марте 2017 года хактивисты Украинского киберальянса эксклюзивно передали разведывательному сообществу InformNapalm данные, извлеченные из компьютеров разведывательного управления 2 АК (Луганск, Украина) ВС РФ. Подтвердив закрытые данные информацией из открытых источников, InformNapalm опубликовал расследование об участии 136-й отдельной гвардейской мотострелковой бригады ВС РФ в войне против Украины.
В апреле 2018 года InformNapalm проанализировал данные, эксклюзивно предоставленные Украинским киберальянсом (выписки из двух приказов о пищевом обеспечении военнослужащих, командировавшихся на боевое задание в период оккупации Россией Крыма), и опубликовал отчет об участии военнослужащих 18-й отдельной гвардейской мотострелковой бригады. Волонтеры InformNapalm провели разведку открытых источников и нашли в профилях соцсетей, фигурирующих в приказах военнослужащих, фотодоказательства участия в захвате украинского Крыма. В отчете волонтеры назвали пути переброски военнослужащих в Крым, месторасположение полевого лагеря русских оккупантов в н. п. Воинка, а также идентифицировали в Крыму российский БТР-82А воинской части № 27777 (18-я ОМСБр ВС РФ).
В мае 2021 года волонтеры проекта InformNapalm по информированию широкой аудитории о российской террористической агрессии против Украины собрали факты непосредственного участия военнослужащих 15-й отдельной гвардейской мотострелковой бригады Вооруженных Сил (РФ) в агрессии против Украины. На основе 14 собственных OSINT-расследований InformNapalm и ряда дополнительных фотосвидетельств и данных из других источников удалось установить 40 российских военнослужащих, выполнявших скрытые боевые задания. Эти данные подтверждают, что начиная с 2014 года 15-я ОМСБр Вооруженных сил (РФ) была вовлечена в боевые действия против Украины преимущественно на территории Луганской области, а также принимала участие в операции по захвату и оккупации Крыма.

## Взлом почты Владислава Суркова
25 октября 2015 года альянс хакерских групп КиберХунта, FalconsFlame, RUH8 и Trinity передали сообществу InformNapalm дамп из почтового ящика офиса Владислава Суркова, политического советника Владимира Путина, охватывающий период с сентября 2013 по ноябрь 2014 года совокупным размером почти 1 ГБ. Материалы периода 2015—2016 годов были переданы спецслужбам для проведения расследования. Утечка документов включала 2337 письма из почтового ящика Владислава Суркова. Письма иллюстрируют планы России политически дестабилизировать Украину и координацию дел с основными лидерами террористов ЛНР и ДНР.

## Находки
Волонтерам группы InformNapalm удалось выявить многочисленные случаи применения современного высокотехнологичного оружия российскими сепаратистами. В частности, были установлены факты применения современных средств РЭБ на захваченном пророссийскими боевиками Донбассе:
- комплекс подавления GSM-связи РБ-341В «Леер-3»;
- комплекс радиоэлектронного подавления КХ- и УКВ-связи РБ-301Б «Борисоглебск-2»;
- автоматизированная станция помех Р-934УМ;
- автоматизированная станция помех Р-330Ж «Житель»;
- комплекс РЭБ «Торн».

На осенней сессии Парламентской ассамблеи Совета Европы, начавшейся 10 октября 2016 года в Страсбурге, украинская делегация представила видеопрезентацию InformNapalm и доклад, в который вошли факты, собранные методом OSINT-разведки волонтерским сообществом InformNapalm, доказывающий присутствие современного российского вооружения и спецтехники на оккупированной территории, хотя это вооружение никогда не поставлялось Украине.
19 ноября 2016 года на ежегодном заседании Парламентской ассамблеи НАТО в Стамбуле во время работы Комитета по вопросам гражданского измерения безопасности украинская парламентская делегация представила два видео сообщества InformNapalm с доказательствами российской военной агрессии против Украины: видеопрезентацию, представленную в октябре на ПАСЕ и новую видеопрезентацию с доказательствами участия российских военных из 75 воинских частей ВС РФ в войне на Донбассе.
В середине ноября 2016 года народный депутат Украины Ирина Фриз передала Канцлеру Федеративной Республики Германия Ангеле Меркель новую видеопрезентацию об участии российских оккупационных войск на Донбассе с идентификацией подразделений, специально подготовленной международным волонтерским разведывательным сообществом InformNapalm. Встреча состоялась в рамках празднования 25-летия Рабочей группы немецких меньшинств (AGDM) в Федеральном Союзе Европейских национальностей. Ангела Меркель заверила, что осознает драматичность ситуации на Востоке Украины, и выразила готовность и дальше поддерживать наше государство, хотя, по его словам, это делать довольно сложно.